# Macchia d'Isernia
Macchia d'Isernia est une commune italienne de la province d'Isernia dans la région Molise en Italie.

## Histoire
Le nom d'origine médiévale de cette commune est Macchia Saracena, qui rappelle les raids des Sarrasins. Au cours du Xe siècle, ces derniers se sont installés dans cette localité considérant comme un lieu de refuge sacré. Mais comme il n'y a aucune origine sarrasin à Macchia, une autre hypothèse étymologique émerge conduisant directement à l'époque samnite : sur l'ancienne correspondance médiévale, où le nom Maccla Saracina serait mentionné.
Maccla serait une zone boisée ou particulièrement verte, tandis que le terme Saracina peut être associée à l'ancien terme oscan "sarra", qui signifie forteresse ou rocher, qui découlerait de la morphologie du terrain, plus précisément d'une forteresse bordée d'arbres située au centre d'un plateau. 
Au IIIe siècle av. J.-C., à l'époque de la construction de la Via Latina, la ville devait se composer de quelques fermes bâties à proximité de l'unique relief rocheux existant dans la vaste plaine ensoleillée. Cette colline a représenté, au cours des siècles et à différentes périodes historiques, le meilleur lieu de contrôle de tout le territoire del Matese, ainsi que le principal avant-poste gardant le territoire d'Isernia.
Localisée au milieu de la Via Latina, Macchia a vu naître l'époque romaine par les diverses tavernes, lieux de repos et de rafraîchissement pour les voyageurs, situés le long de la plaine, un lieu qui est encore appelé "la Taverne". Un témoignage précieux figure dans un bas-relief de Calidio Erotico est aujourd'hui conservé au musée du Louvre à Paris. Ce bas-relief est le seul signe d'une taverne unique en son genre, car l'hôte avait fait sculpter une scène typique pour annoncer des offres de service amoureux en même temps que l'hébergement. Dans la campagne environnante, de nombreuses découvertes d'époques lointaines ont également émergé et qui fournissent une preuve tangible à l'importance de Macchia à l'époque de la "Roma Caput Mundi".

## Économie
- DR Motor Company

## Administration
| Période                                  | Période | Identité | Étiquette | Qualité |
| ---------------------------------------- | ------- | -------- | --------- | ------- |
|                                          |         |          |           |         |
| Les données manquantes sont à compléter. |         |          |           |         |

### Communes limitrophes
Colli a Volturno, Fornelli, Isernia, Monteroduni, Sant'Agapito